# リュゼナックAP
リュゼナック・アリエージュ・ピレネー（リュゼナックAP、仏：Luzenac Ariège Pyrénées）は、フランス・オクシタニー地域圏のアリエージュ県リュゼナックをホームタウンとするサッカークラブ。本拠地名は日本語カタカナ表記でリュゼナク、リュザナック、ルゼナック等とも表される。
人口約650人の小さなコミューンを地盤とするクラブでありながら、リュゼナックAPは2013-14シーズンのフランス全国選手権（3部リーグ、プロ・アマ混在）においてシーズン2位の戦績を残し、プロリーグであるリーグ・ドゥ（2部）への自動昇格権を勝ち取ったことで、国内外の注目を集めた。しかし、その後財政状況やスタジアムに関する問題を理由にリーグ・ドゥへの昇格を差し止める決定が下され、これを不服とした係争の末に全国選手権への残留もままならない状況に陥り、最終的に2014-15シーズンでは一挙に7部リーグに降格することとなった。
2013年からの一時期、元フランス代表ゴールキーパーのファビアン・バルテズが経営に参加し、ゼネラルディレクターを務めていた。

## 歴史

### クラブ名称
- 1936-1992：USTリュゼナック（Union Sportive des Talcs de Luzenac）
- 1992-2012：USリュゼナック（Union Sportive de Luzenac）
- 2012-現在：リュゼナックAP（Luzenac Ariège Pyrénées）

### USTリュゼナック時代

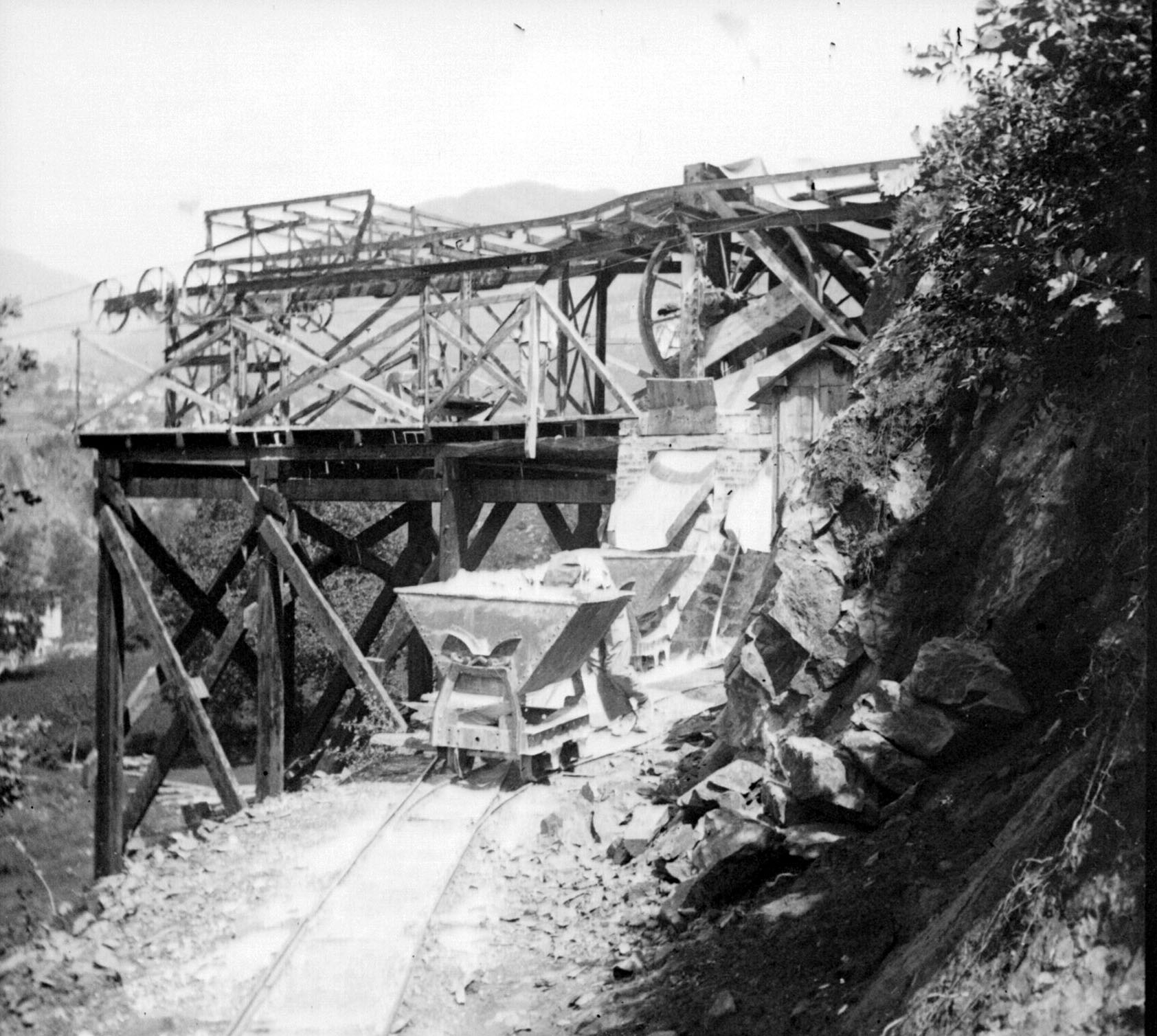
1900年の鉱山

リュゼナックはフランス南部、アンドラとの国境にほど近いピレネー山脈の標高約600mの山間に位置する小自治体であり、人口は約650人である。主要産業は滑石（talc）の採掘と加工であり、2014年現在も年間約40万トンの滑石が採掘され、世界各国へ輸出されている。
1936年、地元の採石場（fr:Carrière de talc de Trimouns）運営会社をスポンサーとして、USTリュゼナック（Union Sportive des Talcs de Luzenac）の名称でクラブが設立された。初代オーナーであるポール・フェドゥ（Paul Fédou）の名は、2011年までのホームスタジアムであるスタッド・ポール・フェドゥに残されている。元々は滑石鉱業に従事する労働者達で構成される社会人クラブチームであり、他のクラブを退いた元プロ選手に対しセカンドキャリアとして鉱山で雇い入れ選手とする場合もあったが、それは稀な例であった。
クラブ設立後は長らく、ミディ＝ピレネー地域圏のアマチュアリーグであるディビジョン・ドヌールを主戦場として細々と活動していた。1980-81シーズンに3部リーグまで昇格するも、最下位の16位に終わり1シーズンで降格したのがUSTリュゼナック時代のシーズン最高成績である。

### USリュゼナック時代

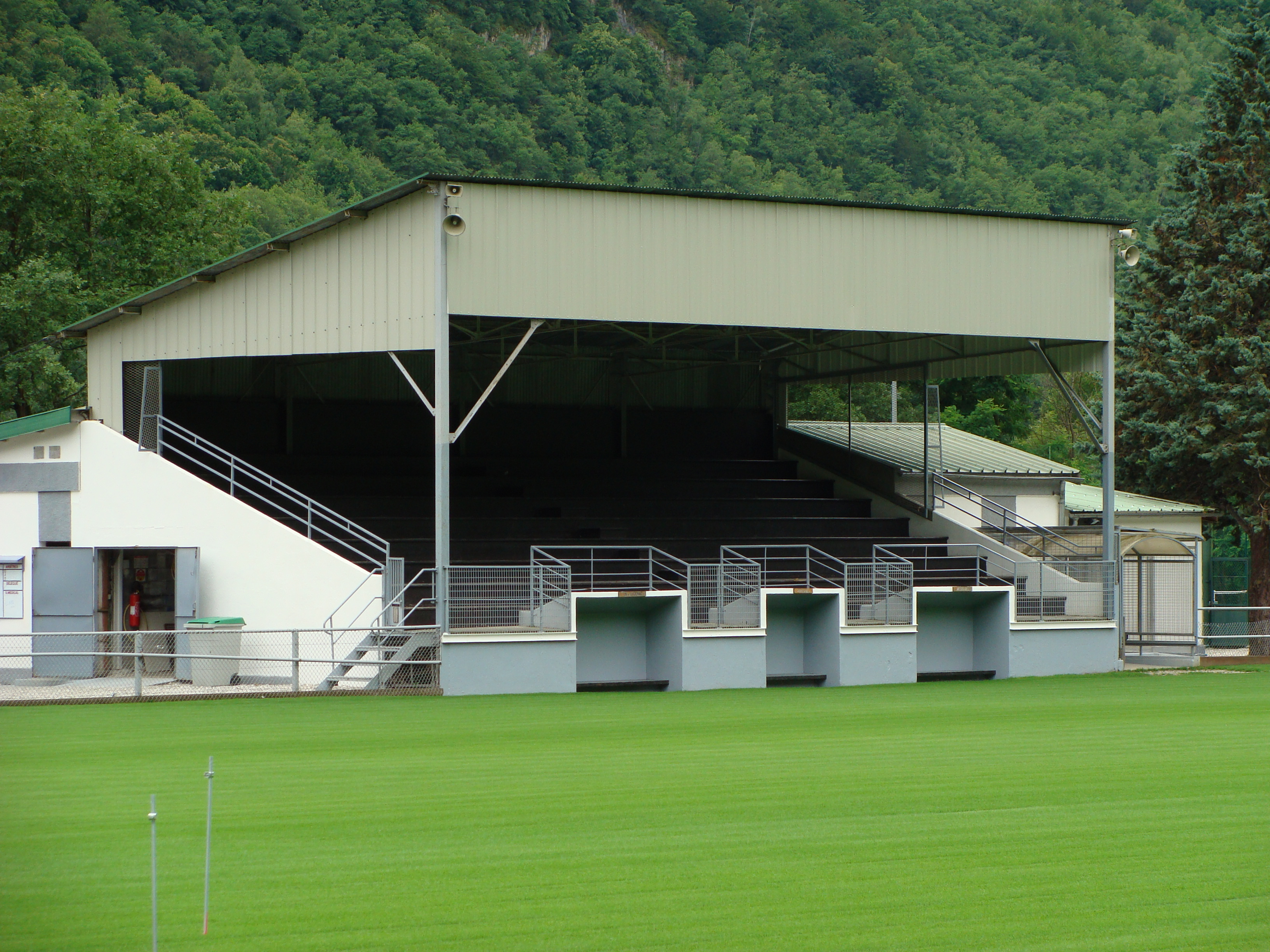
スタッド・ポール・フェドゥのスタンド。収容能力は2400人。

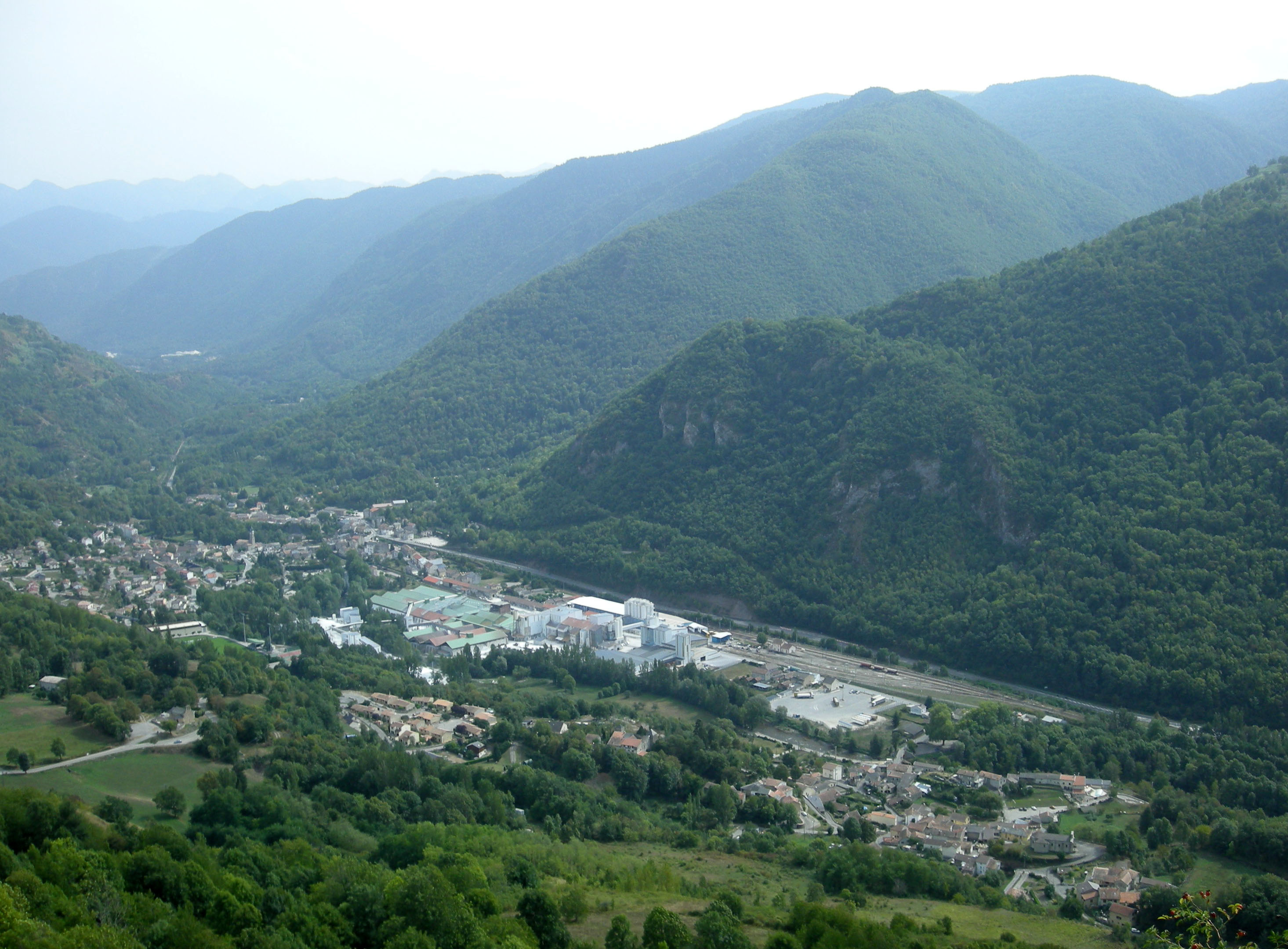
本拠地リュゼナックの風景（2008年）。中央の建物群がリュゼナック滑石（Talc de Luzenac）の工場。写真左手の中央よりやや下に本拠地のスタッド・ポール・フェドゥが見える。

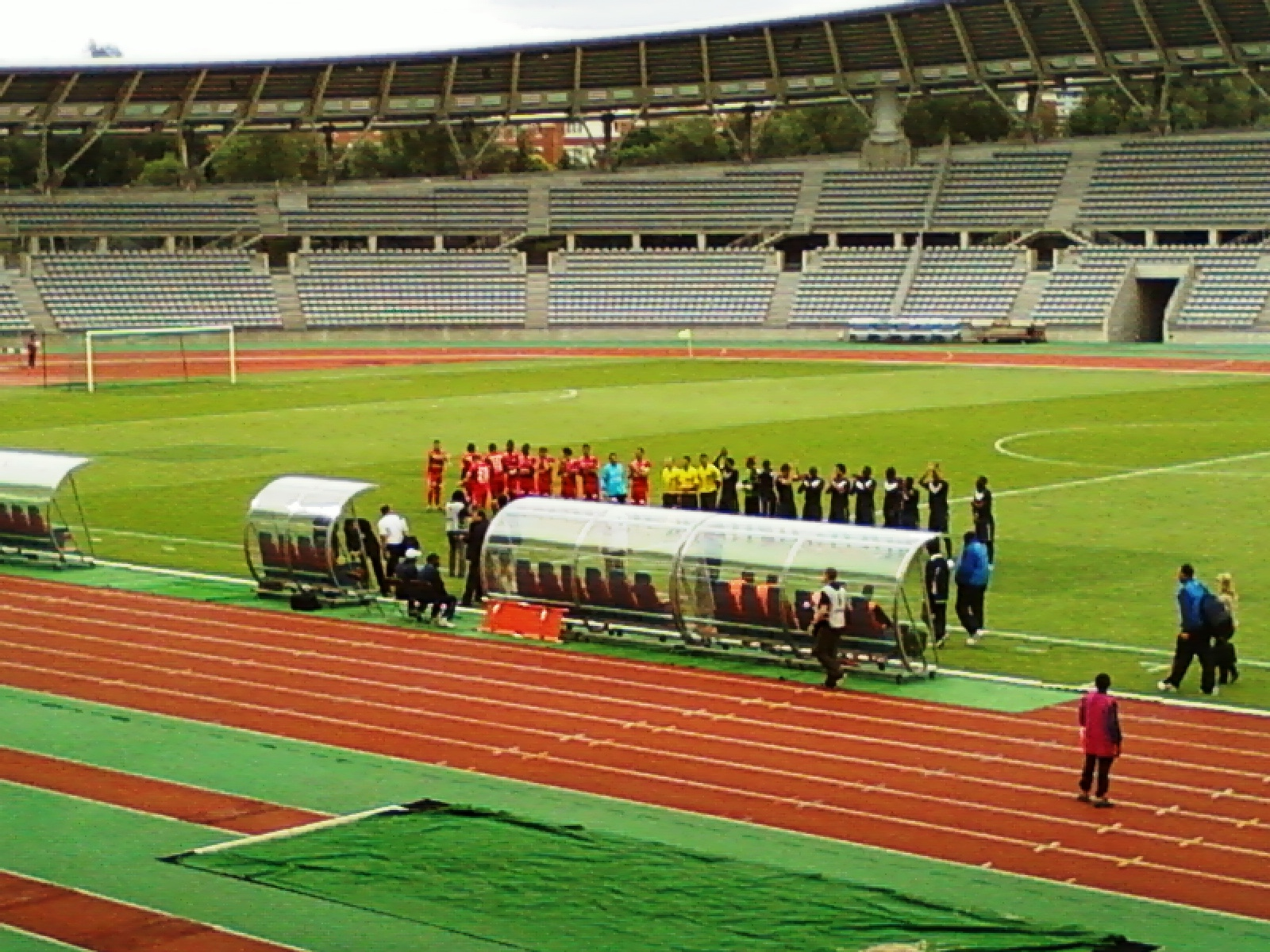
2011年8月、パリFC対USリュゼナック（パリ、スタッド・シャルレティ）。左がリュゼナックイレブン。

1992年、クラブはUSリュゼナック（Union Sportive de Luzenac）と改称された。1999-2000シーズンのディビジョン・ドヌールに優勝しフランスアマチュア選手権2（CFA 2、5部）に昇格すると、2002-03シーズンにはフランスアマチュア選手権（CFA、4部）に昇格。この時は1シーズンで降格したものの、2005-06シーズンに4部に返り咲くと4シーズンに渡りこれを維持し、2008-09シーズンでアマチュア選手権Cグループ優勝を飾り、3部フランス全国選手権への昇格を決めた。
1980年に3部に昇格した際とは異なりフランス全国選手権は全国リーグであり、このカテゴリで戦うためにはクラブの体制を全国仕様に改革する必要があった。戦力面では、これまで村内の労働者が選手の中心であったのを改めて外部へのスカウト活動を本格化させ、ミディ＝ピレネー地域圏の首府であり大学都市として知られるトゥールーズの学生選手や、同地域で唯一のリーグ・アン所属クラブであるトゥールーズFCの下部組織で淘汰された若手選手を受け入れ戦力強化を図った。全国選手権での初年度となる2009-10シーズン（fr:Championnat de France de football National 2009-2010）をリュゼナックは20クラブ中10位で終えるも次シーズンを前に資金難に陥り、降格処分の危機に立たされたが、この時100万ユーロを投じクラブを買収し降格を防いだのが新会長となる資本家ジェローム・デュクロ（Jérôme Ducros）であった。また、従来のホームスタジアムであるスタッド・ポール・フェドゥは設備や観客収容人数等のいずれの面においてもリーグの基準を満たさないものであったため、2011-12シーズンから、リュゼナックから約40kmに位置するアリエージュ県の県都フォワのスタッド・コルベをホームゲーム開催スタジアムとして使用することとなった。

### リュゼナックAP時代
ジェローム・デュクロによって買い取られたクラブは、2012年にリュゼナック・アリエージュ・ピレネー（Luzenac Ariège Pyrénées）と改称された。これには県名と地域圏名をクラブの名称に冠することで、自治体からの資金援助を引き出す目的が含まれていた。クラブの拡大とともに増加する経営費用を補うため、デュクロ会長は知人に協力者を求め、それらの人々の中にはプロテニス選手のミカエル・ロドラや、元フランス代表ゴールキーパーのファビアン・バルテズが含まれていた。特に、リュゼナックと同じアリエージュ県のラヴェラネー出身であるバルテズはクラブ経営に積極的で、2013年にはゼネラルディレクターに就任し、クラブの強化部門の責任者となった。2013-14シーズンの年間予算は250万ユーロで、全国選手権所属の18クラブ中10番目の規模にまで成長を遂げた。

## 2013-14シーズンとその後の問題

### 2013-14シーズン
2013-14シーズンの全国選手権（fr:Championnat de France de football National 2013-2014）においてリュゼナックは好調を維持し、4月18日の対USブローニュ戦の勝利で3位以上を確定させ、リーグ・ドゥへの自動昇格権を掴んだ。このシーズンは最終的にフォワードのアンド・ドナ・エヌドーのリーグ得点王の活躍などで34試合17勝12分5敗の戦績を挙げて2位で終えた。
元々少人口の自治体が多いフランスにおいてさえ、リュゼナックほどの小さな村がプロスポーツクラブの本拠地となったことは過去に例がなく、リュゼナック村は「プロスポーツクラブが本拠地を置く世界で最も小さな村」としてギネス・ワールド・レコーズに申請を行うに至った。

### 昇格差し止め決定
戦績の上ではリーグ・ドゥ昇格条件を満たしたリュゼナックだが、2014年4月に行われたフランスプロサッカーリーグ（LFP）とフランスサッカー連盟（FFF）の査察の結果、従来借用していたスタッド・コルベはリーグ・ドゥの開催基準を満たさないとされ、新たなスタジアムを用意する必要に迫られた。代替スタジアムの候補としては、トゥールーズFCのホームであるスタッド・ムニシパル（収容約36000人）を共用するとの報もあったが、5月31日、トゥールーズに本拠を置くプロラグビークラブであるスタッド・トゥールーザンとの間で、同クラブのホームであるスタッド・アーネスト＝ワロン（収容約19500人）の使用で合意に達したと発表された。しかし、仮に同スタジアムをサッカーに共用するために改修した場合でも、既に発表済みの2014-15シーズンのリーグ・ドゥの試合日程と、スタッド・トゥールーザンが所属するTop14（フランスプロラグビー1部リーグ）の試合日程を付き合わせなければならないという新たな問題も発生することとなった。
6月5日、DNCGはリュゼナックの新年度予算、特にスタッド・アーネスト＝ワロンの適切な改修に関する費用が盛り込まれていない点などを理由に、リーグ・ドゥへの昇格を差し止める決定を下した。

### 処分取り消しを求める係争
7月7日、リュゼナックはDNCGの決定を不服としてフランス国立オリンピック委員会（CNOSF）に仲裁を求めるも、CNOSFもリュゼナックの昇格に対し否定的な声明を発表した。7月22日、リュゼナックは最後の手段としてトゥールーズの行政裁判所に処分の取り消しを求め提訴を行った。
8月1日、トゥールーズ行政裁判所はDNCGら諸団体による判断を無効と裁定し、DNCGに対し8日間以内の再検査を指示した。しかし、この日はリーグ・ドゥ2014-15シーズンの開幕当日であり、リュゼナックの昇格差し止めに伴い降格を免れていた前年度18位のLBシャトールーも、その日の夜にトロワACとの開幕戦を消化してしまい、今更リュゼナックと入れ替えで3部に降格させることは不可能であった。可能性としては、リーグ・ドゥの20クラブにリュゼナックを追加した21クラブで再度試合日程を組み直すことが考えられたが、その場合は試合日程変更に伴うスタジアムの確保や、チケット販売、テレビ放映権など、リュゼナックの問題に無関係の他のクラブを含めたリーグ全体に多大な影響が出るものと思われた。
しかし、行政裁判所の判決を受けて8月8日に行われたLFPの臨時取締役会では、予算に関する問題ではなく、スタッド・アーネスト＝ワロンの使用における安全基準に関する書類が存在しないことを理由として、全会一致で再度リュゼナックの2部昇格を認めないとする決定が下された。リュゼナックはその後も8月を通じて昇格を求め活動を続けたものの、9月5日には2部昇格を断念し、フランス全国選手権に残留して2014-15シーズンを戦うことを希望していると報じられた。しかしこの時点で全国選手権もまた、リュゼナックの動向決定を待たないまま、同クラブを除外した規定の18クラブで2014-15シーズンの日程を組み終えていた。既に各クラブは5試合を消化した状態で、新たにリュゼナックを残留の形で全国選手権に参加させることはさらに困難な状態であった。ここに至り、リュゼナックはリーグ・ドゥ昇格どころか、どのリーグにも所属することができない危機に立たされることになった。
なお、右表の通り2013-14シーズン終了後のフランス全国選手権では、リュゼナックAPをめぐる問題以外にもUSジャンヌダルク・カルクフー、ヴァンヌOC、ESユゼス＝ポンデュガールの3クラブが財政問題等を理由に2カテゴリ以上の特別降格処分を受けており、最終的に7部降格となったリュゼナックを含め、通常の成績理由で4部フランスアマチュア選手権に降格したクラブがひとつもないという結果となった。

## クラブの現在

### 7部リーグからの再出発へ
9月10日、フランスサッカー連盟は2014-15シーズンにおけるリュゼナックの全国選手権残留を認可しないと発表した。リュゼナックには5部フランスアマチュア選手権2への編入が打診されたが、クラブはこれを拒否し、トップチームを解体し全選手の契約を解除することとなった。リュゼナックはミディ＝ピレネー地域圏リーグ2部であるディビジョン・ドヌール・レギオナル（Division d'Honneur Régionale、通算7部）に編入され、アマチュアクラブとして再出発することとなった。2014年11月3日には、クラブが深刻な財政難にあるとして、寄付の呼びかけがなされた。
その後、2014-15シーズン、2016-17シーズンにそれぞれ昇格し、2024-25シーズン現在はオクシタニア地域リーグ1（6部）に所属している。

## 過去の成績
| シーズン | リーグ戦                                                   | リーグ戦 | リーグ戦 | リーグ戦 | リーグ戦 | リーグ戦 | リーグ戦 | リーグ戦 | リーグ戦 | リーグ戦 | リーグ戦 | カップ戦       |
| シーズン | ディビジョン                                               | 階層     | 順位     | 勝点     | 試合     | 勝       | 分       | 敗       | 得       | 失       | 差       | フランスカップ |
| -------- | ---------------------------------------------------------- | -------- | -------- | -------- | -------- | -------- | -------- | -------- | -------- | -------- | -------- | -------------- |
| 2024-25  | オクシタニア地域リーグ1・プールB                           | 6部      | 位       |          |          |          |          |          |          |          |          |                |
| 2023-24  | オクシタニア地域リーグ1・プールB                           | 6部      | 1位      | 49       | 22       | 14       | 7        | 1        | 54       | 18       | +36      | 3回戦敗退      |
| 2022-23  | オクシタニア地域リーグ1・プールB                           | 6部      | 5位      | 38       | 22       | 11       | 5        | 6        | 45       | 35       | +10      | 4回戦敗退      |
| 2021-22  | オクシタニア地域リーグ1・プールB                           | 6部      | 2位      | 42       | 26       | 12       | 6        | 8        | 47       | 35       | +12      | 4回戦敗退      |
| 2020-21  | オクシタニア地域リーグ1・プールB                           | 6部      | 2位      | 10       | 5        | 3        | 1        | 1        | 8        | 3        | +5       | 6回戦敗退      |
| 2019-20  | オクシタニア地域リーグ1・プールB                           | 6部      | 5位      | 24       | 14       | 6        | 6        | 2        | 18       | 10       | +8       | 3回戦敗退      |
| 2018-19  | オクシタニア地域リーグ1・プールB                           | 6部      | 3位      | 39       | 22       | 12       | 3        | 7        | 41       | 24       | +17      | 7回戦敗退      |
| 2017-18  | フランス全国選手権3・オクシタニアブロック                  | 5部      | 14位     | 21       | 26       | 5        | 6        | 15       | 24       | 41       | -17      | 6回戦敗退      |
| 2016-17  | ミディ＝ピレネー地域 Division d'Honneur                    | 6部      | 2位      | 84       | 26       | 17       | 7        | 2        | 55       | 22       | +33      | 6回戦敗退      |
| 2015-16  | ミディ＝ピレネー地域 Division d'Honneur                    | 6部      | 4位      | 65       | 26       | 11       | 6        | 9        | 38       | 35       | +3       | 6回戦敗退      |
| 2014-15  | ミディ＝ピレネー地域 Division d'Honneur Régionale・プールB | 7部      | 1位      | 65       | 22       | 12       | 7        | 3        | 40       | 15       | +25      | 不明           |
| 2013-14  | フランス全国選手権                                         | 3部      | 2位      | 63       | 34       | 17       | 12       | 5        | 51       | 30       | +21      | 5回戦敗退      |
| 2012-13  | フランス全国選手権                                         | 3部      | 12位     | 48       | 38       | 12       | 12       | 14       | 43       | 47       | -4       | 7回戦敗退      |
| 2011-12  | フランス全国選手権                                         | 3部      | 15位     | 45       | 38       | 11       | 12       | 15       | 47       | 56       | -9       | 7回戦敗退      |
| 2010-11  | フランス全国選手権                                         | 3部      | 12位     | 49       | 40       | 12       | 13       | 15       | 39       | 44       | -5       | 6回戦敗退      |
| 2009-10  | フランス全国選手権                                         | 3部      | 10位     | 53       | 38       | 15       | 8        | 15       | 51       | 48       | +3       | 8回戦敗退      |
| 2008-09  | フランスアマチュア選手権・グループC                        | 4部      | 1位      | 103      | 34       | 20       | 9        | 5        | 59       | 26       | +33      | 7回戦敗退      |
| 2007-08  | フランスアマチュア選手権・グループC                        | 4部      | 12位     | 77       | 34       | 11       | 10       | 13       | 49       | 51       | -2       | ラウンド64敗退 |
| 2006-07  | フランスアマチュア選手権・グループC                        | 4部      | 12位     | 76       | 34       | 10       | 12       | 12       | 40       | 43       | -3       | 7回戦敗退      |
| 2005-06  | フランスアマチュア選手権・グループC                        | 4部      | 11位     | 77       | 34       | 11       | 10       | 13       | 33       | 42       | -9       | 8回戦敗退      |
| 2004-05  | フランスアマチュア選手権2・グループE                       | 5部      | 1位      | 90       | 30       | 17       | 9        | 4        | 55       | 27       | +28      | 不明           |
| 2003-04  | フランスアマチュア選手権2・グループF                       | 5部      | 7位      | 66       | 28       | 10       | 8        | 10       | 40       | 42       | -2       | 不明           |
| 2002-03  | フランスアマチュア選手権・グループC                        | 4部      | 18位     | 67       | 34       | 8        | 9        | 17       | 35       | 63       | -28      | 不明           |
| 2001-02  | フランスアマチュア選手権2・グループF                       | 5部      | 2位      | 89       | 30       | 17       | 8        | 5        | 53       | 32       | +21      | 不明           |
| 2000-01  | フランスアマチュア選手権2・グループF                       | 5部      | 10位     | 70       | 30       | 11       | 7        | 12       | 36       | 43       | -7       | 不明           |
| 1999-00  | ミディ＝ピレネー地域 Division d'Honneur                    | 6部      | 1位      | 53       | 26       | 16       | 5        | 5        | 38       | 18       | +20      | 不明           |
| 1998-99  | ミディ＝ピレネー地域 Division d'Honneur                    | 6部      | 4位      | 40       | 26       | 10       | 10       | 6        | 34       | 29       | +5       | 不明           |
| 1997-98  | ミディ＝ピレネー地域 Division d'Honneur                    | 6部      | 4位      | 43       | 26       | 12       | 7        | 7        | 43       | 27       | +16      | 不明           |
| 1996-97  | ミディ＝ピレネー地域 Division d'Honneur                    | 6部      | 3位      | 48       | 26       | 13       | 9        | 4        | 44       | 21       | +23      | 不明           |

（緑＝昇格、桃＝降格、紫＝昇格差し止め＋制裁降格。）

1. ^フランス全国選手権3への昇格を賭けた昇格決定戦でプールA首位のエーグ＝モルトに破れたため昇格ならず。